# Francesco Maria I. Torelli
Francesco Maria I. Torelli (* um 1450; † 1486 in Mantua) war ein Condottiere und Feudalherr in Guastalla. Er wurde in der Kirche San Francesco in Mantua beigesetzt.

## Biographie

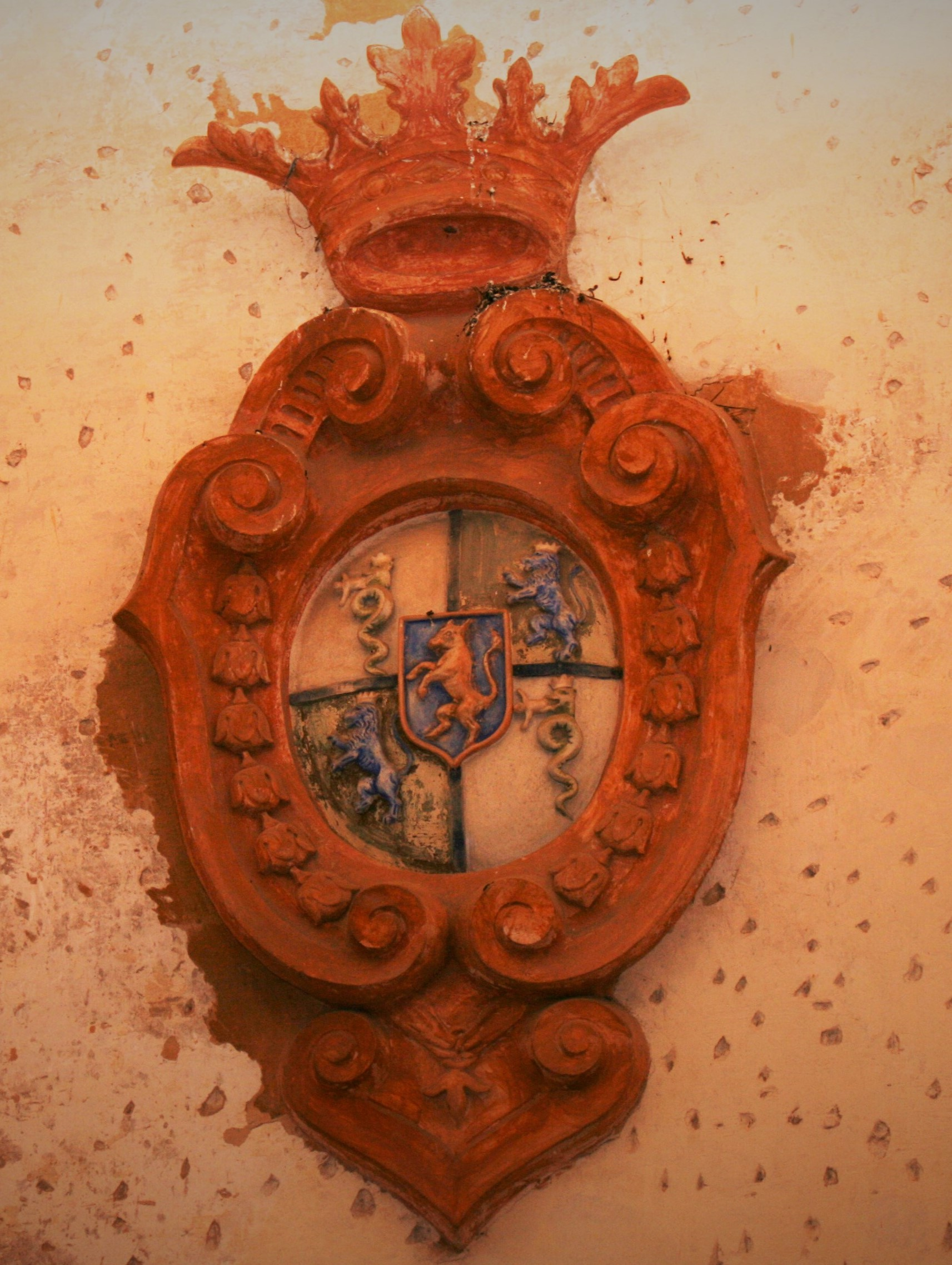
Wappen der Torelli am herzoglichen Palast in Guastalla

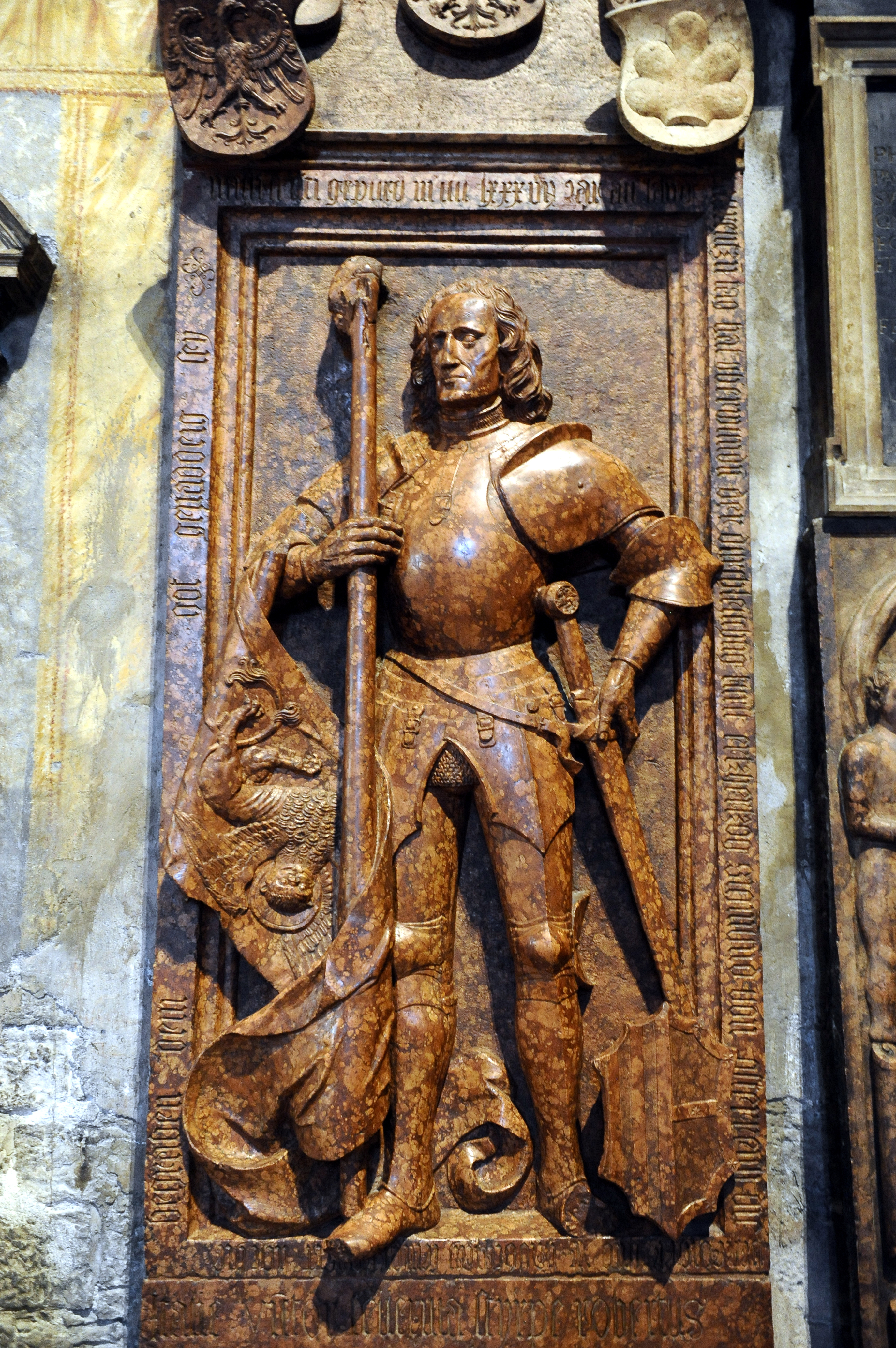
Grabmal für Roberto Sanseverino im Dom von Trient

Die Eltern von Francesco Maria I. Torelli waren Pietro Guido und Maddalena del Carretto (1430–1496). Nach dem Tod des Vaters übte die Mutter für die minderjährigen Söhne die Regentschaft über Guastalla aus. Gemeinsam mit seinem Bruder erhielt der am 18. Februar 1467 von Galeazzo Maria Sforza die Investitur der Grafschaft Guastalla. Die Funktion als Territorialherren übernahmen die beiden Brüder spätestens ab 1673. 1675 gerieten sie infolge von Steuerschulden in Konflikt mit der herzoglichen Kammer in Mailand. Ihre Güter wurden teilweise beschlagnahmt und in die Regierung von Guastalla wurde ein mailändischer Statthalter berufen: Jacopo di Govenzate. Nach der Ermordung von Galeazzo Maria Sforza profitierte von der General-Amnestie der Herzogin Bona von Savoyen (Dezember 1476) zunächst vor allem der erstgeborene Guido Galeotto Torelli, der dank der Intervention seines Schwiegervaters Francesco („Cicco“) Simonetta die feudalen Rechte über Guastalla rasch wiedererlangte. Diese Ungleichbehandlung blieb nicht ohne Auswirkungen auf das Verhältnis der Geschwister und war eine Folge des Umstandes, dass der Schwiegervater von Francesco Maria I., Roberto Sanseverino, beim Mailänder Hof in Ungnade gefallen war. Mit der Rückkehr von Ludovico Maria Sforza nach Mailand, unter dem Sanseverino gekämpft hatte, und dem Sturz des mächtigen Kanzlers Francesco Simonetta 1479/1480 veränderte sich die Ausgangslage für die Torelli von Guastalla nochmals grundlegend. Nun war es Francesco Maria I., der nach Guastalla zurückkehren und seinen Besitz wieder vollständig in Besitz nehmen konnte, während Guido Galeotto in der von Ludovico Maria Sforza forcierten Erbteilung von 1480 auf Guastalla verzichten musste und lediglich die Herrschaft über das bescheidenere Vikariat von Settimo nordöstlich von Pavia erhielt. Nach dem frühen Tod von Francesco Maria I. Torelli übernahm dann zum zweiten Mal Maddalena del Carretto die Regentschaft über Guastalla, diesmal für ihre minderjährigen Enkel. Sie wurde dabei von einem Verwandten, Galeotto dal Carretto, unterstützt.

## Militärkarriere
Francesco Maria I. Torelli war bereits 1462 nomineller Befehlshaber über eine Truppe von 60 Reitern, obwohl er zu diesem Zeitpunkt noch ein Kind war. Sein älterer Bruder Guido Galeotto hatte den Befehl über 80 Krieger. Seine militärische Laufbahn ab den 1470er Jahren war eng verknüpft mit den Absichten und Feldzügen seines Schwiegervaters, Roberto Sanseverino. Als Truppenführer stand er 1478 in Diensten der Republik Genua und ab Oktober des gleichen Jahres im Dienst des Königs von Neapel, Ferdinand I. von Aragón. 1482 stand er im Sold des Herzogtums Mailand und war am Krieg gegen die Rossi di San Secondo beteiligt. 1484 unterzeichnete er einen dreijährigen Dienstvertrag mit Ercole I. d’Este, Herzog von Ferrara, Modena und Reggio.

## Familie
Um 1472 verheiratete sich Francesco Maria I. Torelli mit Ludovica Sanseverino, Tochter von Roberto Sanseverino, Graf von Caiazzo (Provinz Caserta) und Colorno (Provinz Parma), und der Elisabetta da Montefeltro (1445–1503). Elisabetta war eine uneheliche Tochter von Federico da Montefeltro, Herzog von Urbino. Das Ehepaar hatte zwei Söhne:
- Pietro Guido II. Torelli (um 1474–1494)
- Achille I. Torelli (um 1475–1522), verheiratet (um 1497) mit Veronica Pallavicino (?–1523), Tochter des Markgrafen Pallavicino Pallavicini, Stadtherr von Busseto und Bargone (Provinz Parma), und der Caterina Fieschi aus dem Haus der Grafen von Lavagna.

Ferner hatte Francesco Maria I. Torelli zwei uneheliche Töchter: (1) Giovanna, die sich 1499 mit Ettore Torelli (?–1502), ein unehelicher Sohn des Grafen Marsilio I. Torelli von Montechiarugolo, verheiratete und, früh verwitwet, mit einem Cesare Piacenza aus Parma eine zweite Ehe einging, und (2) Orsina, von der nichts weiter bekannt ist.